# Šuljavska (stanice metra v Kyjevě)
Šuljavska (ukrajinsky Шулявська, Šuljavska) je stanice kyjevského metra na Svjatošynsko-Brovarské lince.

## Charakteristika
Stanice je trojlodní, kdy pilíře nejsou obloženy mramorem jako u ostatních stanic, nýbrž různě barevnými dlaždicemi. Obklad kolejových zdí je také z dlaždic.
Stanice má jeden vestibul, vestibul má východ ústící na prospekt Peremohy.
Vestibul je s nástupištěm propojen eskalátory.